# Lonesome Luke Lolls in Luxury
Lonesome Luke Lolls in Luxury  è un cortometraggio muto del 1916 prodotto e diretto da Hal Roach.  Interpretato da Harold Lloyd, il film fa parte della serie di comiche che avevano come protagonista il personaggio di Lonesome Luke.

## Trama
Luke si arena su un'isola. Lì, si mette a capo degli indigeni. Ma, quando comincia a corteggiare una bella ragazza, la cosa suscita la gelosia dell'innamorato della fanciulla. Luke si trova così costretto a scappare a nuoto per tornarsene a casa sua.

## Produzione
Il film fu prodotto da Hal Roache per la Rolin Films (come Phunphilms). Venne girato dal 5 novembre al 10 dicembre 1915.

## Distribuzione
Distribuito dalla Pathé Exchange, il film - un cortometraggio in una bobina - uscì nelle sale cinematografiche USA il 19 gennaio 1916. La Pathé Frères lo distribuì in Francia il 1º settembre 1916 con il titolo Le Harem de Salamalec.